# 氢氧化铬
氢氧化铬是一种无机化合物，化学式为Cr(OH)3，为绿色固体，具有聚合结构。它是难溶于水的两性氢氧化物，為典型綠色沉澱，可溶于强碱和强酸。
它可用作色素或媒染剂，也可用作有机反应的催化剂。
它可由三价铬盐和氨水反应得到。
例：CrCl3  +  3 NH3 + 3 H2O →  Cr(OH)3  +  3 NH4Cl